# تویوتومی ساداکو
تویوتومی ساداکو (به ژاپنی: 豊臣 完子 とよとみ の さだこ) (۱۶۵۸ – ۱۵۹۲ میلادی) یکی از زنان ژاپنی در دوره آزوچی-مومویاما و دوره ادو بود. مادر او گو (خواهرزادهٔ اودا نوبوناگا) و پدرش تویوتومی هیده‌کاتسو (خواهرزادهٔ تویوتومی هیده‌یوشی) بود. وی همسر اصلی کوجو یوکی‌ایه و مادر نیجو یاسومیچی (تولد ۱۶۰۷)، کوجو میچی‌فوسا (تولد ۱۶۰۹) بود.